# Santiago (ort i Colombia, Norte de Santander, lat 7,86, long -72,72)
Santiago är en ort i Colombia.   Den ligger i departementet Norte de Santander, i den norra delen av landet, 400 km norr om huvudstaden Bogotá. Santiago ligger 435 meter över havet och antalet invånare är 1 032.
Terrängen runt Santiago är huvudsakligen kuperad, men åt nordväst är den bergig. Runt Santiago är det ganska glesbefolkat, med 29 invånare per kvadratkilometer. Närmaste större samhälle är El Zulia, 14,7 km nordost om Santiago. I omgivningarna runt Santiago växer i huvudsak städsegrön lövskog.